# Ratnizi
Der Bund der Krieger für die Förderung des Bulgarischen (bulgarisch Съюз на ратниците за напредъка на българщината Sajuz na ratnitsite za napredaka na balgartschinata), allgemein bekannt als Ratnizi (Ратници), war eine rechtsextreme bulgarische nationalistische Organisation, die 1936 gegründet wurde. Ihre Ideen waren ähnlich wie die der Nationalsozialisten in Deutschland, einschließlich Antisemitismus und Paramilitarismus, aber auch Loyalität zur Bulgarisch-orthodoxen Kirche. Die Ratnizi trugen rote Uniformen, um mit den Kommunisten um die Herzen und Köpfe der bulgarischen Jugend zu konkurrieren, und auch Abzeichen mit dem Bogar: einem bulgarischen Sonnenkreuz, das zum Symbol der Organisation wurde.
Obwohl sie ihre Loyalität zur Monarchie und König Boris III. von Bulgarien beteuerten, wurde die Organisation im April 1939 offiziell aufgelöst. Allerdings wurde das Verbot nicht durchgesetzt und die Gruppe blieb weiterhin aktiv. Kurz nach dem Verbot führten sie ihre berüchtigtste Aktion durch, die als „bulgarische Kristallnacht“ bekannt wurde. Am 20. September 1939 marschierten die Ratnizi in Sofia und warfen Steine auf jüdische Geschäfte. Obwohl die Polizei nicht eingriff und einige Schaufenster zerstört wurden, hatte diese Aktion letztendlich viel geringere Auswirkungen als die deutsche Version und wurde von den meisten Politikern verurteilt. Ein führendes Mitglied der Gruppe, Aleksandar Belew, behauptete später, dass er die Idee für den Angriff hatte und die Menge persönlich anführte.
Mit dem Einmarsch der Roten Armee und der Bolschewiki am 9. September 1944 in Bulgarien, der am selben Tag zu einem Staatsstreich und zur Okkupation des Landes führte, verschwanden die Ratnizi von der politischen Bühne. Viele der Anführer wurden Mitglieder der bulgarischen Regierung im Ausland, einige der jungen Ratnizi meldeten sich als Freiwillige in der Wehrmacht, während andere in Bulgarien blieben, um gegen die Kommunisten zu kämpfen.